# Tavira
Tavira kisváros Portugália délkeleti részén, Algarve tartományban. Lakossága 26 ezer fő volt 2011-ben.

## Történelem
Tavira régiójában különböző népek éltek, mint a föníciaiak, kelták, a rómaiak és a karthágóiak. A település felemelkedése a mórokkal kezdődött, akik Faroval és Silvesszel együtt legfontosabb algarvei városuknak tekintették. A 13. században Dom Palo Peres Correia foglalta vissza a móroktól. A város a 16. századig virágzott, majd lassú hanyatlásnak indult, amit tovább súlyosbított a 17. századi pestis (1645-46) és a kikötő elmocsarasodása. 

## Fő látnivalók
A Rio Gilão/Séqua (folyó) két partján elterülő városban rengeteg régi templomot és kúriát találunk. A város két partját római kori híd köti össze, amely a Castro Marimból Faróba vezető parti út részét képezte. A híd közelében szép 18. századi kúriákat láthatunk.
A Rua da Liberdade-n és a Rua José Pires Padinha-n csodálatos 16. századi házak sorakoznak. 
A városra gyönyörű kilátás nyílik a domb tetején álló mór várból.
A közelben található Santa Maria do Castelo-templom helyén egykor Algarve egyik legnagyobb mecsete állt. Homlokzatát gótikus kapu és ablakok díszítik. Belső terét a 19. században újították fel.

## Galéria

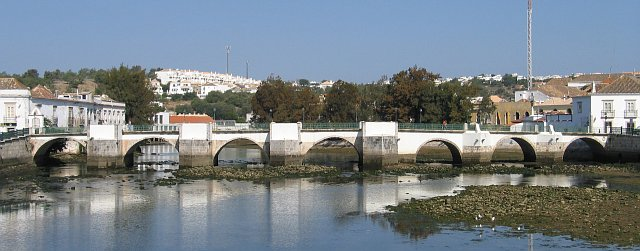
Római kori híd
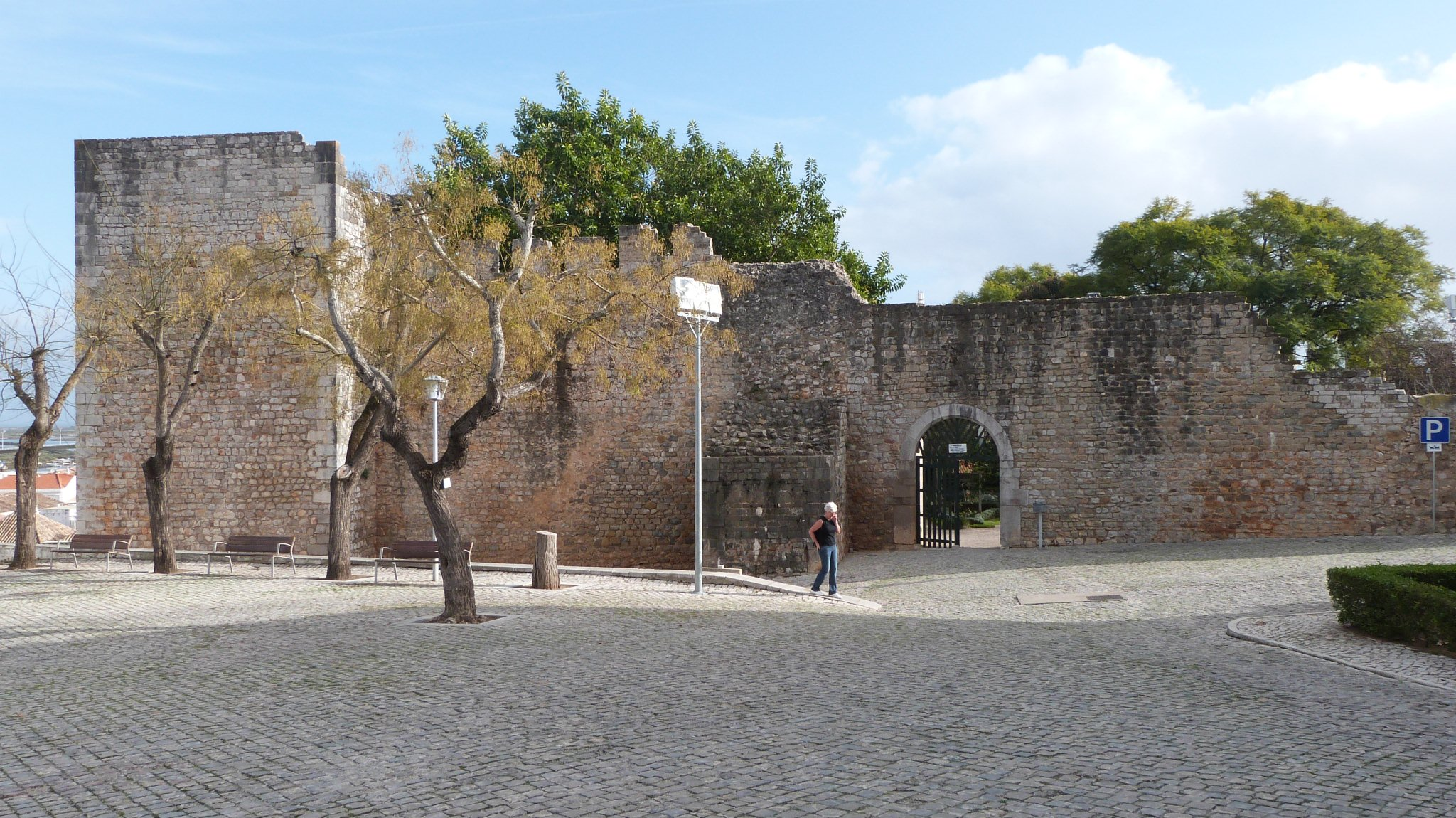
Tavira erődje
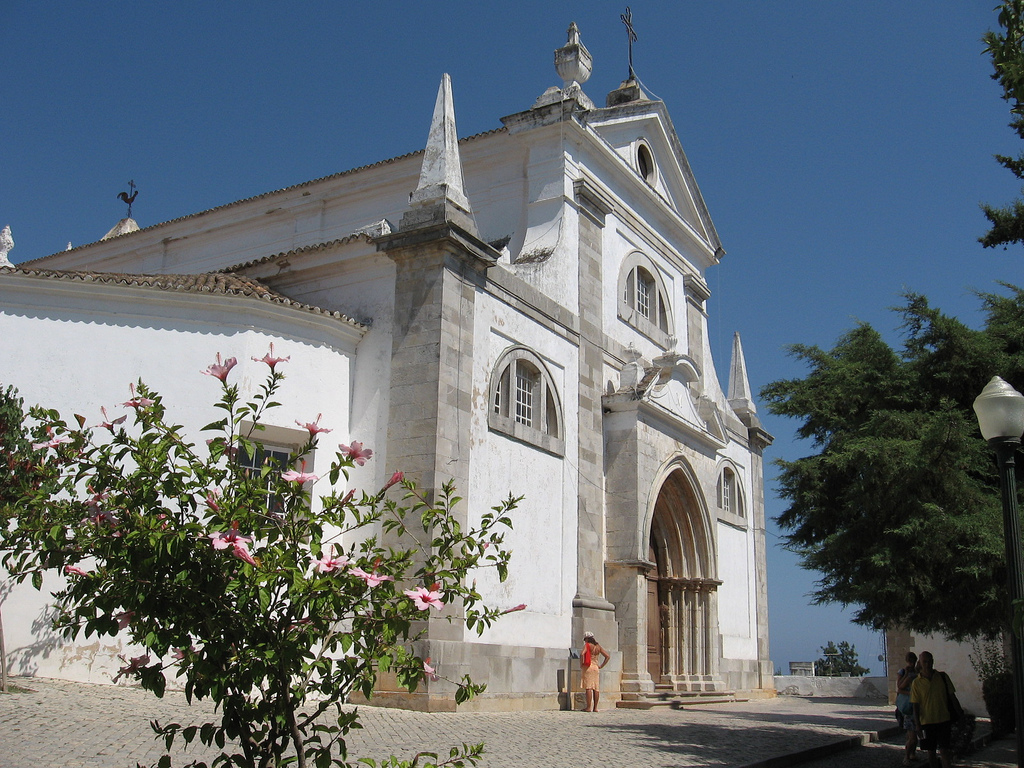
Régi templom
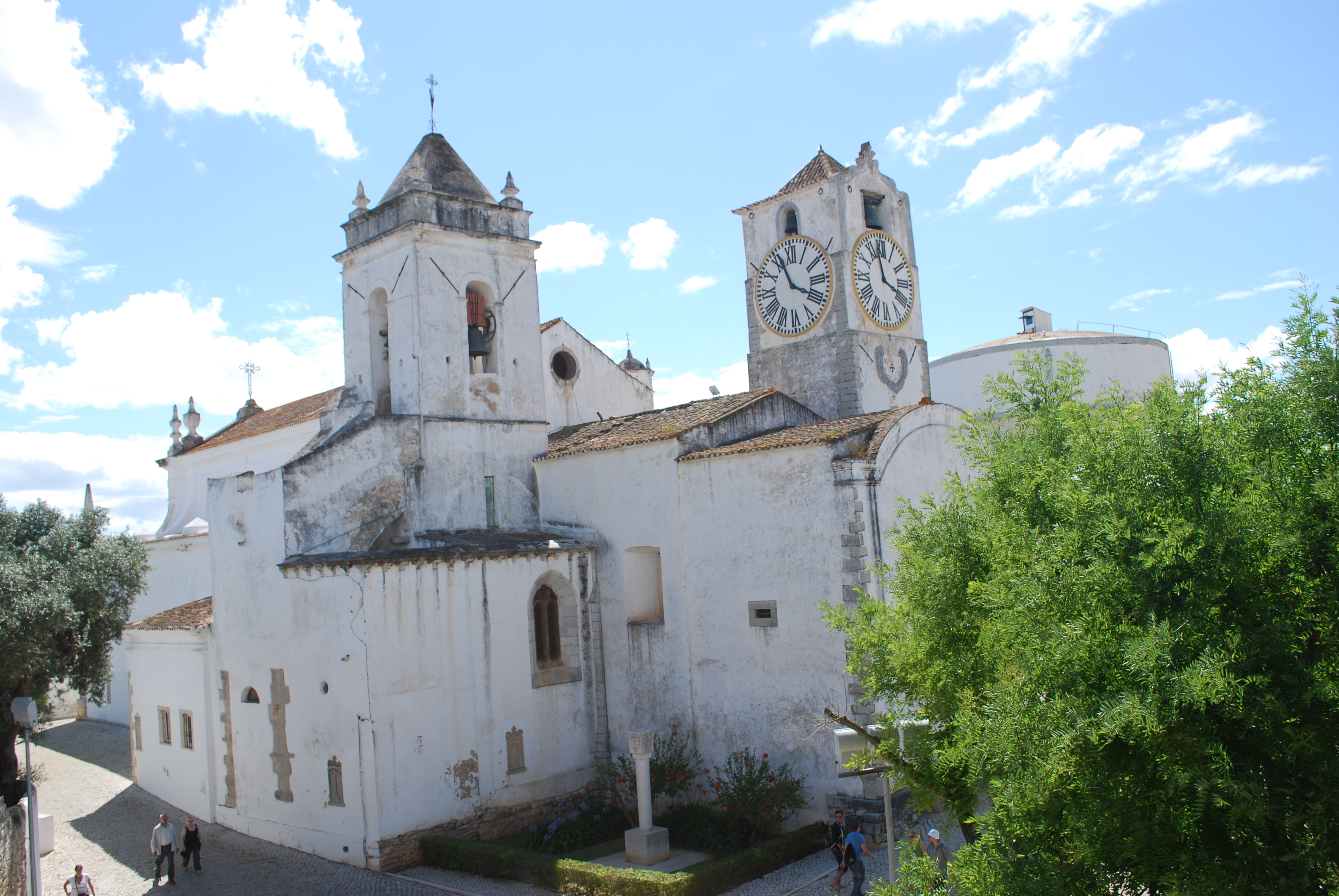
Santa Maria do Castelo
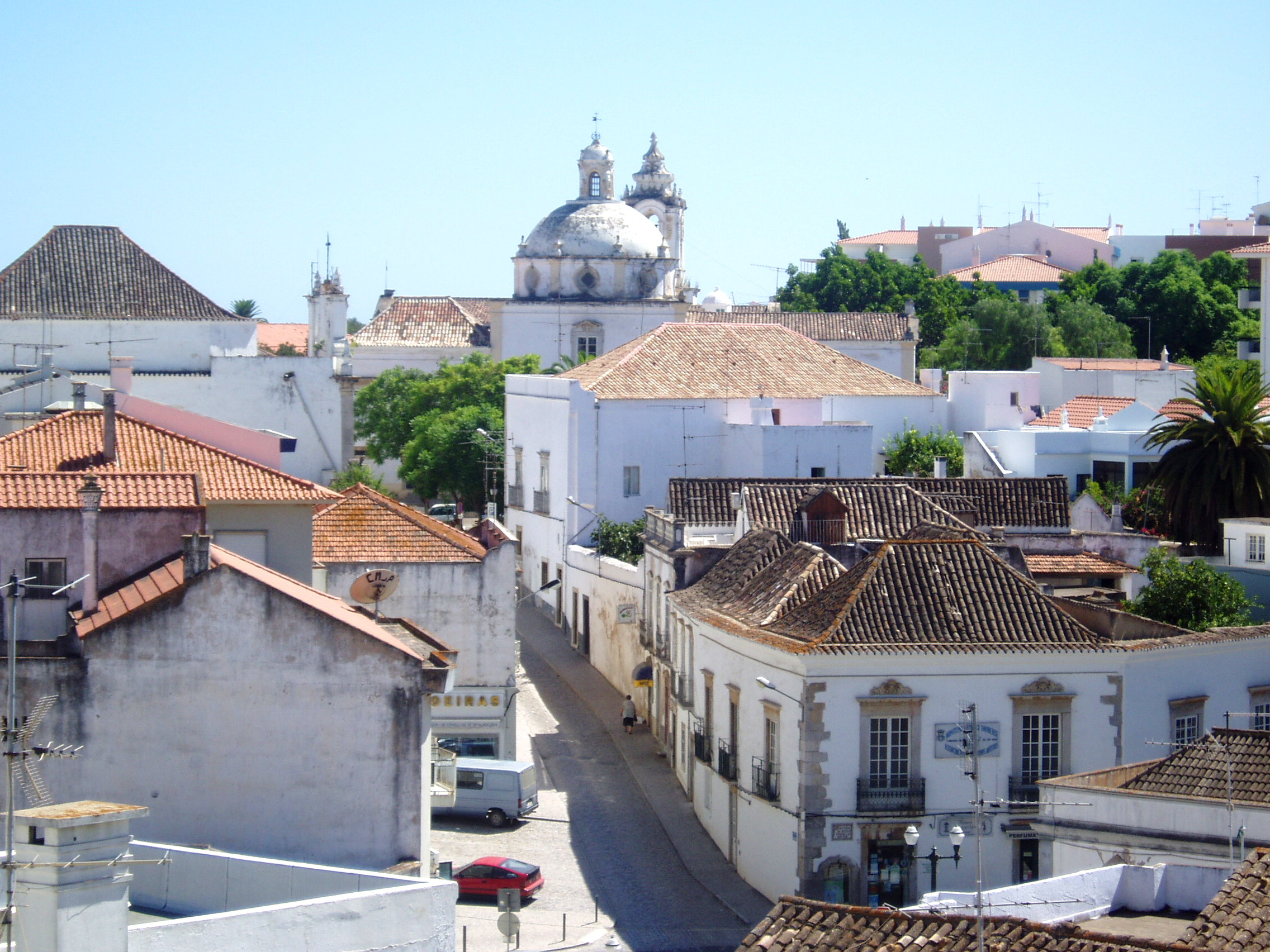
Városkép
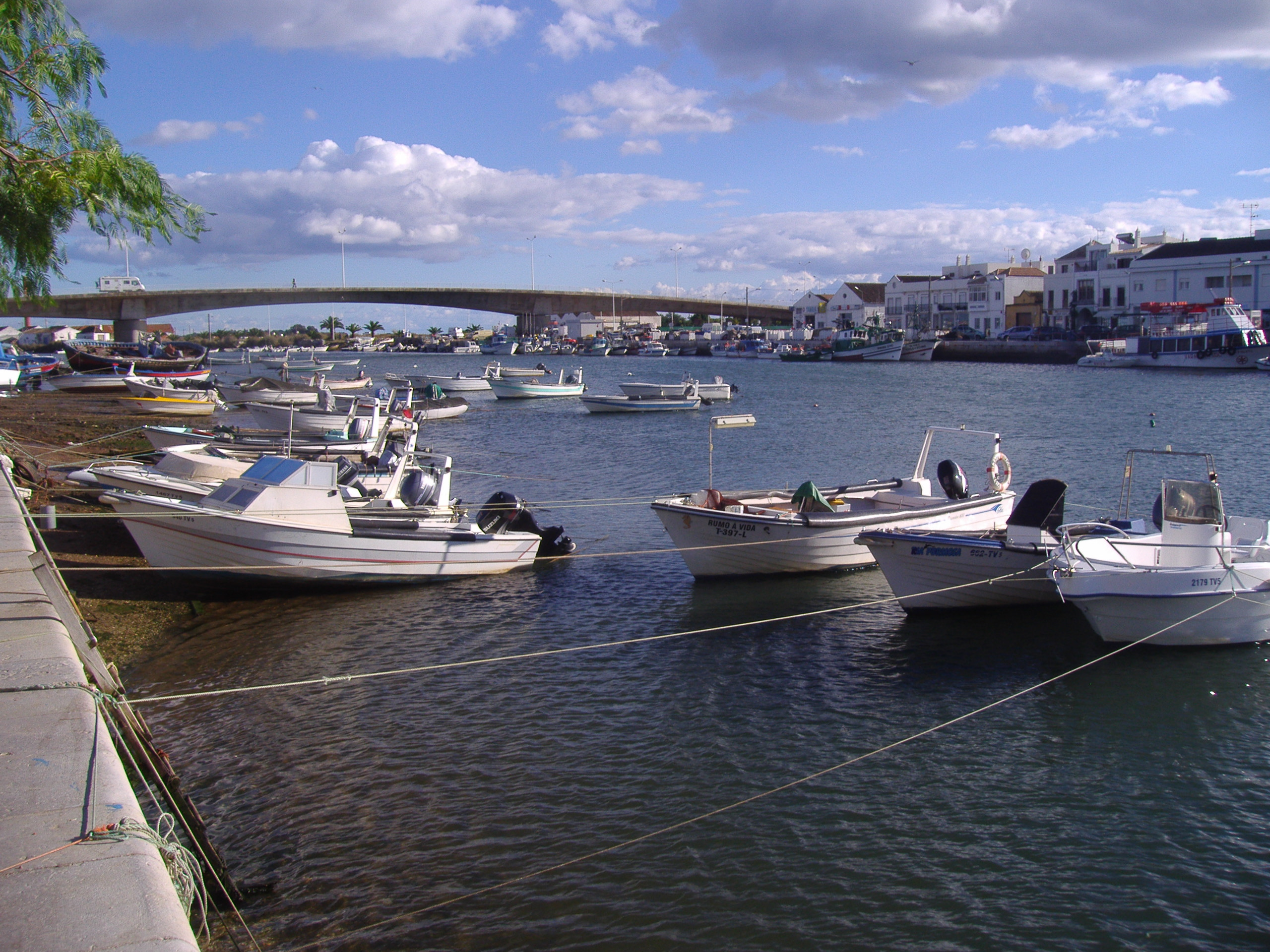
Városkép